# Thouaret
Thouaret é um rio localizado na França.